# Knjige u 1980.
◄◄ | ◄ | 1977. | 1978. | 1979. | 1980.  | 1981. | 1982. | 1983. | ► | ►►
Arhitektura • Astronautika • Astronomija • Biologija • Film • Fotografija • Glazba • Kazalište • Kemija • Kiparstvo • Knjige • Književnost • Kršćanstvo • Meteorologija • Medicina • Planinarstvo • Politika • Pravo • Promet • Slikarstvo • Strip • Šport • Televizija • Znanost • Zrakoplovstvo • Željeznički promet
Knjige u 1980.

## Svijet
- Popol Vuh - knjiga veća poglavara naroda Kiće, Izdavač:	Bagdala, Kruševac, Prijrevod:Ljubomir Ristanović

## Vanjske poveznice
|  | Zajednički poslužitelj ima još gradiva o temi Knjige iz 1980. |